# Eremomela
Eremomela es un género de aves paseriformes perteneciente a la familia Cisticolidae. Contiene once especies, todas ellas nativas del África subsahariana. Anteriormente se clasificaba en la familia Sylviidae.

## Especies
El género contiene las siguientes especies:
- Eremomela icteropygialis – eremomela ventrigualda;
- Eremomela salvadorii – eremomela de Salvadori;
- Eremomela flavicrissalis – eremomela culigualda;
- Eremomela pusilla – eremomela senegalesa;
- Eremomela canescens – eremomela dorsiverde;
- Eremomela scotops – eremomela coroniverde;
- Eremomela gregalis – eremomela del Karoo;
- Eremomela usticollis – eremomela cuellirrufa;
- Eremomela badiceps – eremomela capirotada;
- Eremomela turneri – eremomela de Turner;
- Eremomela atricollis – eremomela cuellinegra.